# Três Rios
Três Rios este un oraș în unitatea federativă Rio de Janeiro (RJ), Brazilia.